# José Ángel Rojo Arroita
José Ángel Rojo Arroita (nascut el 19 de març de 1948) és un antic futbolista professional basc que va jugar com a migcampista.
Va jugar 192 partits de la primera divisió durant nou temporades, marcant un total de 14 gols amb l'Athletic Club i el Racing de Santander.

## Carrera de club

### Atlètic
Nascut a Bilbao, Biscaia (País Basc), Rojo es va incorporar al sistema juvenil de l'Athletic Club en el seu darrer any com a júnior. Va debutar com a sènior amb la veïna SD Indautxu, cedit dues vegades a Segona Divisió i baixant amdós cops; també va jugar en aquesta competició amb Bilbao Athletic, tornant a baixar de nivell la temporada 1969–70 després de perdre un play-off contra el Vila-real CF.
Amb 22 anys, Rojo va ascendir definitivament al primer equip abans de l'inici de la següent campanya. En aquell moment, el seu germà gran José Francisco ('Txetxu') ja era un membre consolidat de la formació i, per tant, el germà petit s'anomenava administrativament Rojo II. José Ángel va debutar a la primera divisió el 24 de gener de 1971 quan va entrar com a suplent als darrers minuts en una victòria fora de casa per 2-1 contra el Real Saragossa, i va començar sis partits de lliga més amb l'equip de Ronnie Allen, sumant quatre partits a la Copa del Generalíssim.
La 1971–72, Rojo va començar a jugar regularment a l'Athletic, i va fer el seu debut europeu contra el Southampton, amb els 90 minuts complets de la derrota per 1–2 a la Copa de la UEFA. La temporada següent va contribuir amb 37 aparicions en totes les competicions, ajudant l'equip a aconseguir la novena posició de la lliga i la victòria a la copa estatal, amb el jugador que es va presentar a la final de Madrid, una derrota per 2-0 contra el CD Castelló.
Durant les quatre campanyes següents, Rojo va ser un jugador habitual al mig del camp de l'Athletic. L'any 1976, va marcar en els dos partits d'una eliminatòria de la Copa d'Espanya contra l'Sporting de Gijón, en què els rivals van revertir un 2-0 d'anada i van guanyar 5-2 a San Mamés. Tot i que el resultat en si va ser vergonyós pels bascos, sí que va impulsar el club a perseguir el jugador estrella del contrari Iñaki Churruca, que tindria un paper important per a l'equip en els propers anys.
Rojo es va perdre la primera meitat de la temporada 1976–77 a causa d'una lesió, marcant el que havia de ser el seu últim gol per a l'equip en una victòria a casa per 3-0 davant l'Hércules CF i va acabar la lliga en tercer lloc. L'Athletic també va arribar a la final de la Copa de la UEFA, perdent per regla de gols fora de casa davant la Juventus FC i amb Rojo en el partit d'anada, un dels seus cinc partits en l'edició; va marxar de Bilbao als 29 anys, amb un total de 186 partits i 12 gols.

### Racing
Després de signar amb el Racing de Santander l'estiu de 1977, Rojo va ser un habitual en les seves tres temporades a Cantàbria, evitant per poc el descens a la primera categoria (a la direcció de Nando Yosu) però acabant segon des de baix a la segona. Després de gairebé baixar un altre nivell el 1979–80, es va retirar als 32 anys.

## Carrera internacional
Rojo, que mai havia jugat a cap nivell juvenil per la selecció d'Espanya, va cridar l'atenció dels seleccionadors per la seva forma a l'Athletic. El seu primer i únic partit internacional va arribar el 17 d'octubre de 1973, quan va jugar la totalitat d'un amistós 0-0 a Turquia; el seu germà també va participar en el partit.
Anteriorment, Rojo havia jugat amb la selecció del País Basc el 1971 en un partit contra Catalunya.

## Palmarès
Athletic de Bilbao
- Copa del Generalíssim: 1972–73; Subcampió 1976–77[9]
- Copa de la UEFA: Subcampió 1976–77[10]